# Sh2-211
Sh2-211 est une nébuleuse en émission, visible dans la constellation de Persée.

## Observation
La nébuleuse est située dans la partie nord de la constellation, à la frontière avec le Cocher et la Girafe. Elle est située au bord d'une nébuleuse sombre cataloguée comme B20, dans une région pauvre en étoiles brillantes à proximité, donc la seule façon de le localiser est de s'orienter à travers des alignements traçables sur une carte céleste très détaillée. Sa petite taille le place hors de portée des petits outils. Sa déclinaison fortement septentrionale permet de l'observer facilement la plupart des nuits de l'année depuis l'hémisphère nord, tandis que depuis l'hémisphère sud son observation est rendue difficile. La période au cours de laquelle elle atteint sa plus haute altitude à l'horizon se situe entre les mois d'octobre et de février.

## Caractéristiques
Sh2-211 est une petite région H II située à la périphérie externe de la Voie lactée. Elle a un diamètre apparent inférieur à deux secondes d'arc et est de forme à peu près circulaire. Ses étoiles principales, responsables de l'ionisation du gaz dans le nuage, sont deux étoiles de classe spectrale O et une de classe spectrale B. En particulier, c'est une supergéante bleue de classe O91b, qui avec sa magnitude égale à 13,54 est de loin l'étoile dominante du nuage, une étoile blanc-bleu de classe B0V, ayant une magnitude de 15,78 et une naine bleue de classe O9V avec une magnitude de 15,23. Des études sur sa vitesse radiale indiquent que le nuage a des secteurs avec des vitesses différentes, qui sont identifiés par les lettres A et B. Le secteur A a une vitesse de -32,1 km/s, tandis que le secteur B a une vitesse de -38,6 km/s. Cela indique que le nuage subit une légère expansion. Sh2-211 est également une source répertoriée par l'IRAS.
Un peu moins de trois degrés au nord-ouest de la nébuleuse se trouve un autre nuage très similaire, bien que plus gros. Il s'agit de NGC 1624 (Sh2-212), beaucoup plus brillant et visible même avec un télescope amateur de taille moyenne. Sh2-211 et Sh2-212 appartiennent à la même région galactique et sont probablement tous deux immergés dans le même nuage moléculaire.